# Kvarntjärnen (Åsele socken, Lappland)
Kvarntjärnen är en sjö i Åsele kommun i Lappland och ingår i Ångermanälvens huvudavrinningsområde. Sjön har en area på 0,0626 kvadratkilometer och ligger 411,3 meter över havet.

## Delavrinningsområde
Kvarntjärnen ingår i det delavrinningsområde (709257-159881) som SMHI kallar för Ovan Bäverbäcken. Medelhöjden är 413 meter över havet och ytan är 16,46 kvadratkilometer. Det finns inga avrinningsområden uppströms utan avrinningsområdet är högsta punkten. Kvällån som avvattnar avrinningsområdet har biflödesordning 2, vilket innebär att vattnet flödar genom totalt 2 vattendrag innan det når havet efter 236 kilometer. Avrinningsområdet består mestadels av skog (81 procent) och sankmarker (10 procent). Avrinningsområdet har 0,31 kvadratkilometer vattenytor vilket ger det en sjöprocent på 1,9 procent.